# Phoolan Devi
Phoolan Devi (Gurha Ka Purwa, 10 agosto 1963 – Nuova Delhi, 25 luglio 2001) è stata una politica indiana.
Il suo destino venne segnato dall'essere stata prima di tutto una sposa bambina, abusata e sottoposta a infinite angherie che la condussero ad essere una bandita. Le sue grandi capacità e la sua forza d'animo la portarono successivamente alla politica dove tentò, nella breve carriera, di difendere gli ultimi e i diseredati della sua terra.

## Biografia
Seconda di sei figli di una famiglia di dalit dell'Uttar Pradesh, appartiene alla casta Mallah, la più bassa della scala sociale. Il suo destino fu segnato dal fatto di essere stata una sposa bambina. Fu venduta in cambio di una mucca ad 11 anni dal padre ad un uomo di 20 anni più vecchio che la violentò ripetutamente e la trattò come schiava. Lei più volte tentò la fuga sino ad essere ripudiata all'età di 14 anni. La vita in famiglia fu difficile e non venne accettata dal villaggio, a 16 anni venne arrestata e come accade spesso, violentata ripetutamente in carcere. 
A 21 anni fu rapita da un gruppo di banditi con a capo Vikram Mallah, una specie di Robin Hood indiano. Ne diventa la compagna con il nome di Bandit Queen. Ma Vikram viene ucciso e lei ridotta in schiavitù nel loro villaggio di Behmai dove per tre settimane viene stuprata dai thakur del villaggio. Riesce sorprendentemente a fuggire e da questo momento iniziò la sua leggenda. Cominciano le sue scorribande a capo di una banda e vendica dove capita le donne che hanno subito violenza con rappresaglie feroci verso i violentatori.
Accetterà molte accuse, ma si dichiarerà sempre innocente rispetto alla rappresaglia nel villaggio in cui era stata resa prigioniera e violentata.
Le imprese della Bandit Queen continuarono fin quando negoziò le condizioni della sua resa con la polizia. Dopo aver trascorso 11 anni in prigione viene rilasciata ed inizia così il suo percorso politico non violento per dare voce alle caste più basse della popolazione dell'Uttar Pradesh, e venne eletta in Parlamento con il Partito Socialista Samajwadi.
Nonostante le numerose minacce le venne tolta la scorta e fu uccisa una notte mentre tornava a casa dal Parlamento. Era il 25 giugno del 2001 e aveva solo 37 anni.

## Cinema
- Bandit Queen, regia di Shekhar Kapur (India 1994), questo film presenta una versione della vita di Phoolan Devi, che include numerose scene di violenza da lei subita e di vendetta, che secondo alcuni storici, sono più leggenda che verità. Devi contestò in particolare, denunciando il regista, per averla resa nella finzione cinematografica colpevole del massacro del villaggio di Behmai, del quale si era sempre dichiarata innocente. In quel periodo lei era sotto processo.[5]

## Teatro
Nel 2006 il drammaturgo Federico Bertozzi scrive La Regina dei banditi, un atto unico in forma monologante sulla morte di Phoolan Devi, messo in scena dalla compagnia teatrale Accademia Amiata Mutamenti, con l'interpretazione di Sara Donzelli e la regia di Giorgio Zorcù.